# Manoel da Silva Costa (futebolista)
Manoel da Silva Costa conhecido apenas como Manoel Costa (Uruguaiana, 14 de fevereiro de 1953 — 17 de outubro de 2015) foi um futebolista brasileiro que atuou como atacante.

## Carreira
Iniciou sua carreira futebolística em 1972 no Internacional.
Teve passagem pelo América do Rio de Janeiro em 1975.
Em 1976, foi jogar em no futebol de Portugal onde atuou em vários clubes do país.

## Morte
Morreu em 17 de outubro de 2015, vítima de parada cardíaca.

## Títulos
Internacional
- Campeonato Gaúcho: 1972, 1973, 1974

Sporting
- Taça de Portugal: 1977–78
- Campeonato Português: 1979–80